# Eduard Vacek
Eduard Vacek (* 20. dubna 1947, Hradec Králové) je český prozaik, básník a publicista.

## Život
Byl zakladatelem Patafyzického colegia v Teplicích na počátku 80. let. Mezi členy patafyzického kolegia patřila také básnířka Svatava Antošová, vedoucí hudební skupiny Už jsme doma Miroslav Wanek, fotograf Petr Kuranda a malíř Václav Lukášek. V roce 1986 bylo Kolegium policejně rozpuštěno a šéfredaktor sborníku byl uvězněn na 12 měsíců za „zjevnou neúctu ke společnosti“, které se měl dopustit vydáváním sborníku PAKO a publikováním článků, které hrubě urážely „budovatelské úsilí pracujícího lidu“. V 80. letech podepsal dokument HOS a přispíval do samizdatových časopisů Vokno, Jazzstop. Po výkonu trestu napsal autentickou knihu z vězeňského prostředí Občanský průkaz prosím (vyd. Moaré).
Po Sametové revoluci byl zvolen poslancem ČNR.
Napsal řadu povídek, novel, pohádek, románů, črt, úvah a patafyzických studií, odborných, společenských a publicistických úvah (Britské listy, CS-magazin). Je redaktorem a lektorem-zahlubovačem pražského patafyzického časopisu Clinamen a teplického patafyzického časopisu PAKO a členem výtvarné skupiny TERČ.
Působil jako vedoucí redaktor odborných časopisů České vězeňství a Historická penologie, v současnosti spolupracuje s Libri prohibiti v Praze.
Žije v Teplicích a v Praze.

## Dílo
V nakladatelství Clinamen vydal:
- Povídky
- Sviňoďasi
- Mí devianti mi rozumějí
- Rozumím svým deviantům
- Cesta
- S devianty na věčné časy

Je spoluautorem sborníku Hovnajs!, který také ilustroval, sborníku Jít pevně za svým imbecilem, Břitvou do klavíru, literárního sborníku Ode dna, Od břehů k horám, Alfred Jarry et la culture tchéque, Sever, západ, východ, Czech Literature at the Turn of the Millennium, atd.
V roce 1997 byl oceněn Cenou Masarykovy akademie umění v Praze za uměleckou tvůrčí činnost, v témže roce získal Cenu K. H. Máchy za patafyzický román Sviňoďasi. Založil společnost literárních autorů s názvem FEDNES (Federace nezávislých autorů). Pod záštitou této společností vytvořil soubor 15. panelů, na nichž prostřednictvím fotodokumentů publikoval, a sám uvedl ve velkých městech na severu Čech výstavu o násilném vystěhování, a exekuci, německy mluvících starousedlíků, známých pod pojmem  "porevoluční událostí" na konci II. sv. války. O většině uvedených případů psala Peroutkova Přítomnost a případy vyšetřovala v roce 1947 Státní bezpečnost. Výstava vzbuzovala smíšené emoce. Společnost FEDNES vydala pro sběratele samizdatový sborník Kandaulistické texty v malém nákladu 100 ks. V roce 2024 vydal ve společnosti FEDNES knihu Satirický cirkus a společenské tance v počtu 120 ks.